# 戸沢村議会
戸沢村議会（とざわむらぎかい）は、山形県最上郡戸沢村の地方議会である。

## 概要
- 定数：9人
- 任期：4年（議会解散が実施されれば任期満了前であっても議員任期は終了する）
- 前回選挙：2023年（令和5年）8月6日投開票[1]

- 選挙区：村全体を1選挙区とする大選挙区制（単記非移譲式）
- 所在地：山形県最上郡戸沢村大字古口270
- 主な役割：審議、議決、一般質問、同意、村政のチェック、請願や陳情の審査、意見書の提出、充て職、調査研究、行政行事出席等

### 委員会
- 議会運営委員会

### 定例会
- 3月、6月、9月、12月

### 事務局
- 議会事務局

## 党派
- 無所属9人

（2023年8月6日現在）

## 議員報酬等
| 役職   | 報酬            | 政務活動費 |
| ------ | --------------- | ---------- |
| 議長   | 月額 31万0000円 | 無し       |
| 副議長 | 月額 25万0000円 | 無し       |
| 議員   | 月額 23万0000円 | 無し       |

- 別途、年2回期末手当あり。
- 議員年金は2011年（平成23年）6月1日で廃止されている。